# 仲純信
仲純信（？年—？年），山東登州府萊陽縣人，由貢生，遵河工事例捐納知縣，乾隆三十三年三月署四川順慶府岳池縣知縣。是一位政治人物，明清時曾在四川順慶府岳池縣（位於今四川東北部，武周萬歲通天二年分南充、相如二縣置，是一個千年古縣）擔任官吏。